# Кагерманов, Алхазур Денаевич
Алхазу́р Дена́евич Кагерма́нов (1934, Гойты — 1987) — механизатор, бригадир, директор совхоза, первый секретарь райкома партии, депутат и заместитель председателя Верховного Совета Чечено-Ингушской АССР, Герой Социалистического Труда, делегат Верховного Совета СССР 6 созыва, делегат XXII и XXV съездов КПСС.

## Биография
Родился в 1934 году в селе Гойты Урус-Мартановского района Чечено-Ингушской АССР. Чеченец. В годы депортации проживал в Семипалатинской области Казахской ССР. Там же начал работать механизатором. После восстановления Чечено-Ингушской АССР вернулся в родное село.
За особые заслуги в развитии народного хозяйства Чечено-Ингушской АССР Президиум Верховного Совета СССР Указом от 24 декабря 1965 года присвоил бригадиру тракторно-полеводческой бригады совхоза «Красноармейский» Урус-Мартановского района Кагерманову звание Героя Социалистического Труда.
В декабре 1965 года окончил Серноводский сельскохозяйственный техникум, а затем Горский сельскохозяйственный институт. Работал в совхозе «Горец» механизатором. В 1969 году стал директором вновь созданного молочно-овощного совхоза «Гойтинский». Затем был первым секретарём Урус-Мартановского райкома КПСС, заместителем председателя Совета Министров Чечено-Ингушской АССР, депутатом Верховного Совета Чечено-Ингушской АССР.
Был депутатом Верховного Совета СССР 6 созыва, делегатом XXII и XXV съездов КПСС.
В средней школе № 2 села Гойты функционировала ученическая производственная бригада. Одним из инициаторов её создания был Алхазур Кагерманов, в то время первый секретарь Урус-Мартановского райкома КПСС.

## Награды и звания
- два ордена Ленина;
- орден Октябрьской Революции (23 февраля 1976);
- орден Трудового Красного Знамени (7 декабря 1973);
- шесть медалей ВДНХ, из них две — золотые;
- Герой Социалистического Труда (24 декабря 1965 года);
- множество медалей.

## Память
- Улицы имени Кагерманова есть в городе Аргун[1], сёлах Алхан-Юрт[2] и Гойты[3].